# Волнушка белая
Волну́шка бе́лая (лат. Lactárius pubéscens) — гриб рода Млечник (лат. Lactarius) семейства Сыроежковые (лат. Russulaceae). В Сибири часто называется белянкой.

## Описание

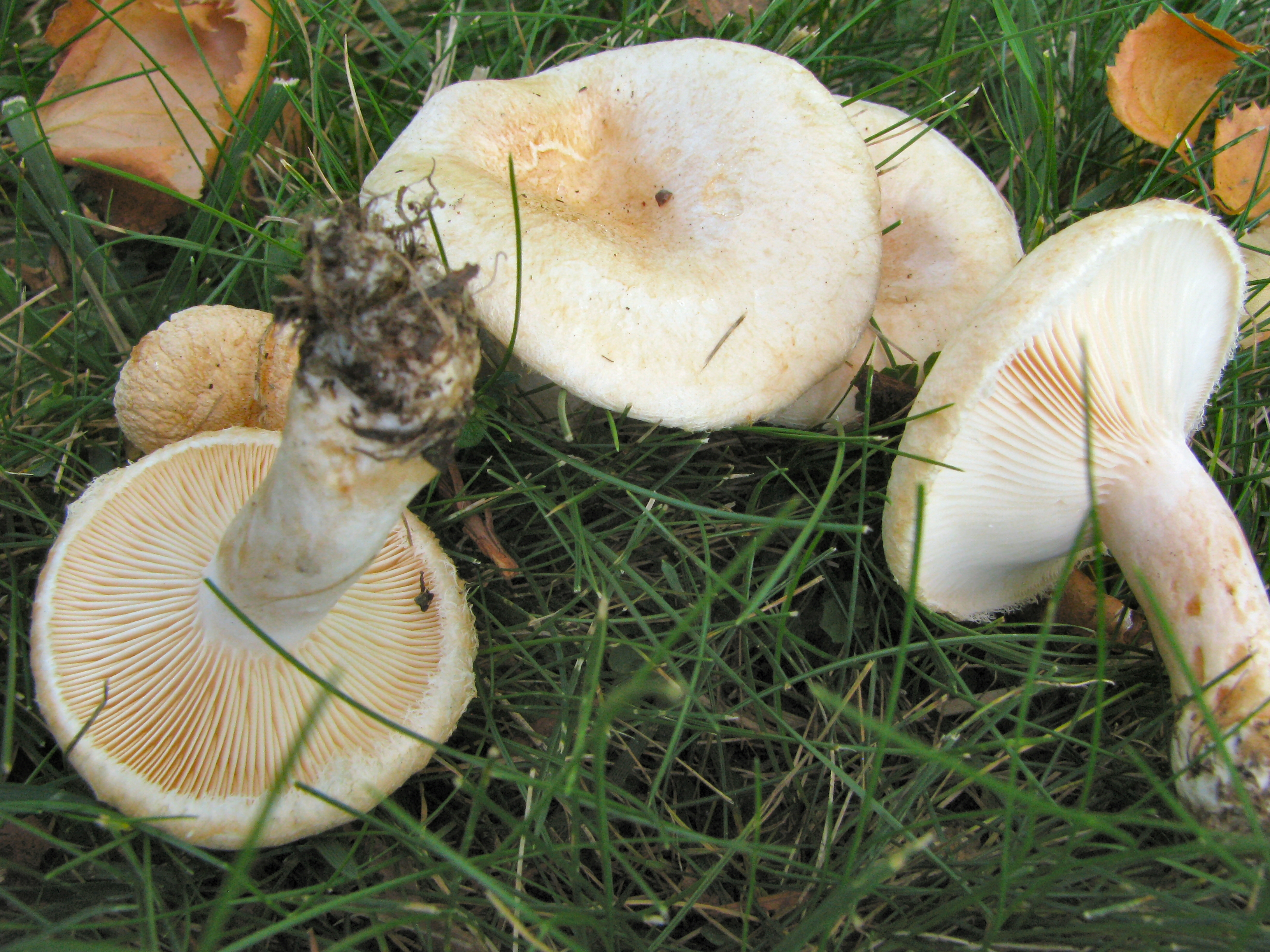

- Шляпка ∅ 4—8 см, вначале выпуклая, затем распростёртая и до воронковидной, с завёрнутым краем, вдавленная в центре. Кожица белого цвета, в центре, как правило, темнее, без выраженных концентрических зон, густоопушённая, бывает слизистой.
- Пластинки приросшие или слабо нисходящие, частые, узкие, белые.
- Споровый порошок белый или кремовый.
- Ножка 2—4 см в высоту, ∅ 1,2—2 см, цилиндрическая, к основанию сужается, гладкая или слабо опушённая, с возрастом становится полой, одного цвета со шляпкой.
- Мякоть плотная, белая, ломкая, со слабым запахом.
- Млечный сок обильный, белый, едкий, окраску на воздухе не меняет.

### Изменчивость
С возрастом шляпка становится всё более гладкой, весь гриб в целом желтеет.

## Экология и распространение
Образует микоризу с берёзой, предпочитает опушки берёзовых рощ и редкие хвойно-берёзовые молодняки. Встречается часто, большими группами.
Сезон: начало августа — конец сентября.

## Сходные виды
От других белых млечников легко отличается опушённой шляпкой.

## Синонимы
- Lactarius controversus var. pubescens (Fr.) Gillet, 1876
- Lactarius torminosus subsp. pubescens (Fr.) Konrad & Maubl., 1935
- Lactarius torminosus var. pubescens (Fr.) S. Lundell, 1956

## Пищевые качества
По советскому разделению грибов — условно съедобный гриб, употребляется в том числе в солёном виде, при этом мякоть приобретает буроватую окраску.
| Что анализировалось | Воды (в %) | От абсолютного сухого вещества в % | От абсолютного сухого вещества в % | От абсолютного сухого вещества в % | От абсолютного сухого вещества в % | От абсолютного сухого вещества в % | От абсолютного сухого вещества в % | От абсолютного сухого вещества в % |
| Что анализировалось | Воды (в %) | белка                              | жира                               | маннита                            | сахара                             | золы                               | клетчатки                          | БЭВ                                |
| ------------------- | ---------- | ---------------------------------- | ---------------------------------- | ---------------------------------- | ---------------------------------- | ---------------------------------- | ---------------------------------- | ---------------------------------- |
| Ножка               | 91,10      | 37,47                              | 3,81                               | 14,71                              | 2,11                               | 5,91                               | 31,32                              | 4,67                               |
| Шляпка              | 91,54      | 39,49                              | 6,17                               | 13,97                              | 1,87                               | 9,24                               | 23,17                              | 6,09                               |